# Littorinimorpha
Littorinimorpha (лат.) — отряд брюхоногих моллюсков из подкласса ценогастропод (Caenogastropoda). Включает преимущественно морские виды, но в её составе встречаются также пресноводные и наземные виды.

## Систематика
Таксон впервые был выделен В. Ф. Пчелинцевым в 1963 году качестве подотряда Littorinata, содержащего надсемейства Littorinoidea, Calyptraeoidea и Rissooidea. Орфография и ранг таксона были исправлены Голиковым и Старобогатовым, которые повысили его до надотряда Littorinimorpha.
Littorinimorpha содержит многие из семейств брюхоногих, ранее помещаемые в состав Mesogastropoda по ревизии Иоганнеса Тиле в его работе 1921 года. 
Место Littorinimorpha в систематике брюхоногих моллюсков, созданной в 1997 году в работе Уинстона Пондера (Winston Ponder) и Дэвида Р. Линдберга (David R. Lindberg)  и основывающейся на линнеевской иерархии, выглядит так:
- Класс Брюхоногие (Gastropoda)
  - Подкласс Orthogastropoda
    - Надотряд Ценогастроподы (Caenogastropoda)
      - Отряд Sorbeoconcha
        - Подотряд Hypsogastropoda
          - Инфраотряд Littorinimorpha

Несмотря на то, что основанное на этой работе и уточнённое Strong в 2003 году филогенетическое дерево более правдоподобно, такая систематика лишает отряд Neogastropoda ранга (оставляя его просто кладой) и не позволяет разрешить подотряд Hypsogastropoda на уровне надсемейств из-за выделения инфраотряда Littorinimorpha, поэтому World Register of Marine Species используют другую, менее детальную, систематику брюхоногих моллюсков:
- Класс Брюхоногие (Gastropoda)
  - Подкласс Ценогастроподы (Caenogastropoda)
    - Отряд Littorinimorpha

## Классификация
По данным World Register of Marine Species, в отряд входят следующие таксоны группы семейства:
- Calyptraeoidea Lamarck, 1809 [syn. Crepiduloidea Fleming, 1822]
  - Calyptraeidae Lamarck, 1809
- Capuloidea Fleming, 1822
  - Capulidae Fleming, 1822
- Cingulopsoidea Fretter & Patil, 1958
  - Cingulopsidae Fretter & Patil, 1958
  - Eatoniellidae Ponder, 1965
  - Rastodentidae Ponder, 1966
- Cypraeoidea Rafinesque, 1815
  - Cypraeidae Rafinesque, 1815
  - Eocypraeidae Schilder, 1924
    - † Eocypraeinae Schilder, 1924
    - Sulcocypraeinae Schilder, 1932

  - Ovulidae Fleming, 1822
    - Aclyvolvinae Fehse, 2007
    - Ovulinae Fleming, 1828
    - Pediculariinae Gray, 1853
    - Prionovolvinae Fehse, 2007
    - Simniinae F. A. Schilder, 1925
- Ficoidea Meek, 1864 (1840)
  - Ficidae Meek, 1864 (1840)
- Littorinoidea Children, 1834
  - Annulariidae Henderson & Bartsch, 1920
  - † Bohaispiridae Youluo, 1978
  - † Leviathaniidae Harzhauser & Schneider, 2014
  - Littorinidae Children, 1834
    - Lacuninae Gray, 1857
    - Laevilitorininae Reid, 1989
    - Littorininae Children, 1834

  - Pomatiidae Newton, 1891 (1828)
  - † Purpurinidae Zittel, 1895
  - † Purpuroideidae Guzhov, 2004
  - Skeneopsidae Iredale, 1915
  - † Tripartellidae Gründel, 2001
  - Zerotulidae Warén & Hain, 1996
- Naticoidea Guilding, 1834
  - Naticidae Guilding, 1834
    - Globisininae Powell, 1933
    - Naticinae Guilding, 1834
    - Polinicinae Gray, 1847
    - Sininae Woodring, 1928
- Pterotracheoidea Rafinesque, 1814 [syn. Heteropoda Lamarck, 1812]
  - Atlantidae Rang, 1829
  - † Bellerophinidae Destombes, 1984
  - Carinariidae Blainville, 1818
  - Pterotracheidae Rafinesque, 1814
- Rissooidea Gray, 1847 [syn. Rissoacea, orth. var., Rissoidea, orth. var.]
  - Barleeiidae Gray, 1857
  - Emblandidae Ponder, 1985
  - Helicostoidae Pruvot-Fol, 1937
  - Lironobidae Ponder, 1967
  - † Mesocochliopidae Yu, 1987
  - † Palaeorissoinidae Gründel & Kowalke, 2002
  - Rissoidae Gray, 1847
    - † Mohrensterniinae Korobkov, 1955

  - Rissoinidae Stimpson, 1865
  - Zebinidae Coan, 1964
- Stromboidea Rafinesque, 1815
  - Aporrhaidae Gray, 1850
  - † Colombellinidae P. Fischer, 1884
  - † Dilatilabridae Bandel, 2007
  - † Hippochrenidae Bandel, 2007
  - † Pereiraeidae Bandel, 2007
  - Rostellariidae Gabb, 1868
  - Seraphsidae Gray, 1853
  - Strombidae Rafinesque, 1815
  - Struthiolariidae Gabb, 1868
  - † Thersiteidae Savornin, 1915
  - † Tylostomatidae Stoliczka, 1868

- Tonnoidea Suter, 1913 (1825) [syn. Cassoidea]
  - Bursidae Thiele, 1925
  - Cassidae Latreille, 1825
  - Laubierinidae Warén & Bouchet, 1990
  - Personidae Gray, 1854
  - Pisanianuridae Warén & Bouchet, 1990
  - Ranellidae Gray, 1854
    - Cymatiinae Iredale, 1913 (1854)
    - Ranellinae Gray, 1854

  - Tonnidae Suter, 1913 (1825)
- Truncatelloidea Gray, 1840
  - Amnicolidae Tryon, 1863
    - Amnicolinae Tryon, 1863
    - Baicaliinae P. Fischer, 1885

  - Anabathridae Keen, 1971
  - Assimineidae H. Adams & A. Adams, 1856
  - Bithyniidae Gray, 1857
  - Bythinellidae Locard, 1893
  - Caecidae Gray, 1850
  - Calopiidae Ponder, 1999
  - Clenchiellidae D. W. Taylor, 1966
  - Cochliopidae Tryon, 1866
  - Elachisinidae Ponder, 1985
  - Emmericiidae Brusina, 1870
  - Epigridae Ponder, 1985
  - Falsicingulidae Slavoshevskaya, 1975
  - Hydrobiidae Stimpson, 1865
  - Hydrococcidae Thiele, 1928
  - Iravadiidae Thiele, 1928
  - Lithoglyphidae Tryon, 1866
  - Moitessieriidae Bourguignat, 1863
  - Pomatiopsidae Stimpson, 1865
  - Stenothyridae Tryon, 1866
  - Tateidae Thiele, 1925
  - Tornidae Sacco, 1896 (1884)
  - Truncatellidae Gray, 1840
    - Geomelaniinae Kobelt & Möllendorff, 1897
    - Truncatellinae Gray, 1840
- Vanikoroidea Gray, 1840 [syn. Eulimacea, Eulimoidea Philippi, 1853, Hipponicoidea Troschel, 1861]
  - Aclididae G.O. Sars, 1878
  - Eulimidae Philippi, 1853
  - Haloceratidae Warén & Bouchet, 1991
  - Hipponicidae Troschel, 1861
  - Vanikoridae Gray, 1840
- Velutinoidea Gray, 1840
  - Triviidae Troschel, 1863
    - Eratoinae Gill, 1871
    - Triviinae Troschel, 1863

  - Velutinidae Gray, 1840
    - Lamellariinae d'Orbigny, 1841
    - Velutininae Gray, 1840
- Vermetoidea Rafinesque, 1815
  - Sakarahellidae Bandel, 2006
  - Vermetidae Rafinesque, 1815
- Xenophoroidea Troschel, 1852 (1840)
  - † Lamelliphoridae Korobkov, 1960
  - Xenophoridae Troschel, 1852 (1840)

## Галерея

Cypraea tigris (Cypraeidae)
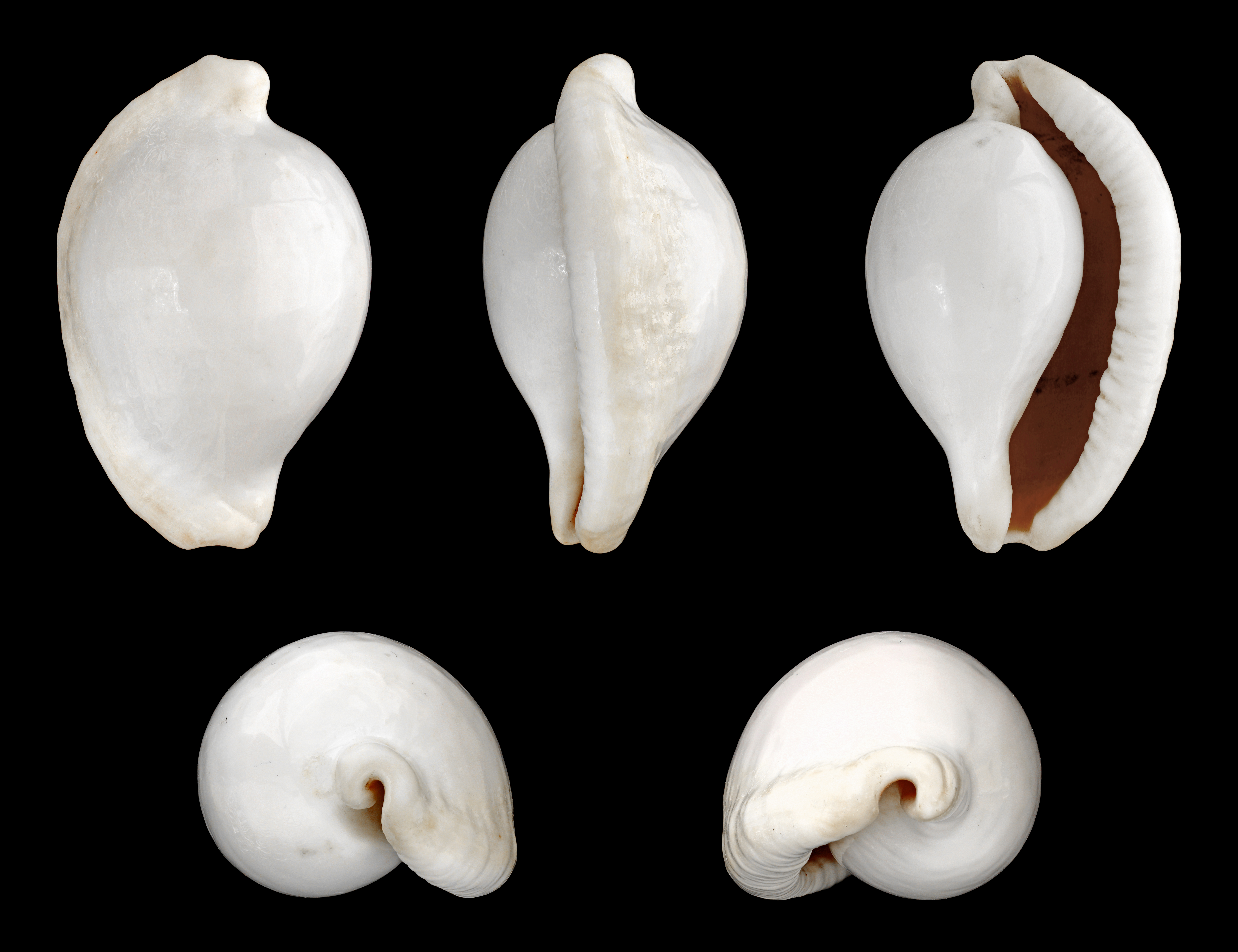
Ovula ovum (Ovulidae)
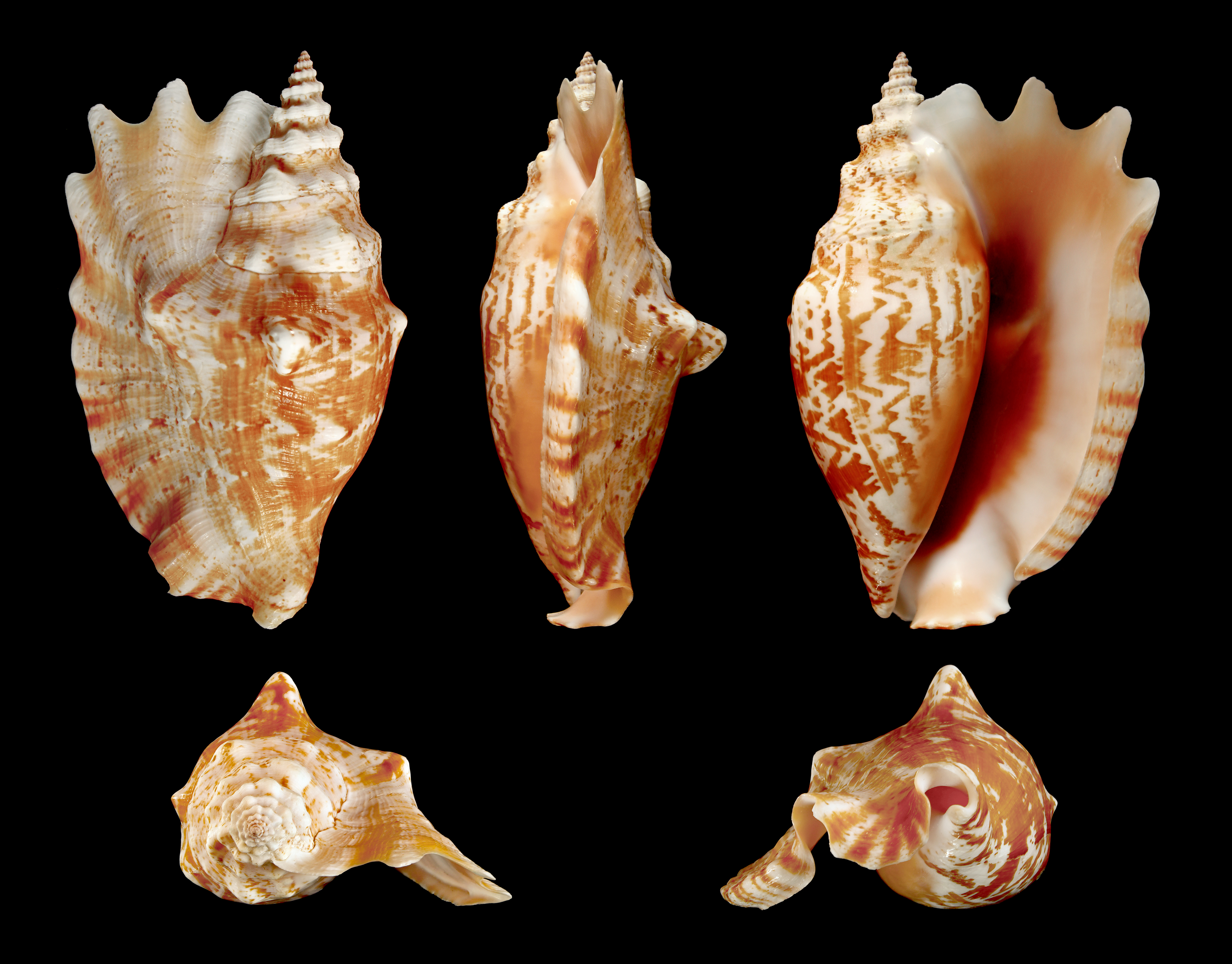
Sinustrombus sinuatus (Strombidae)
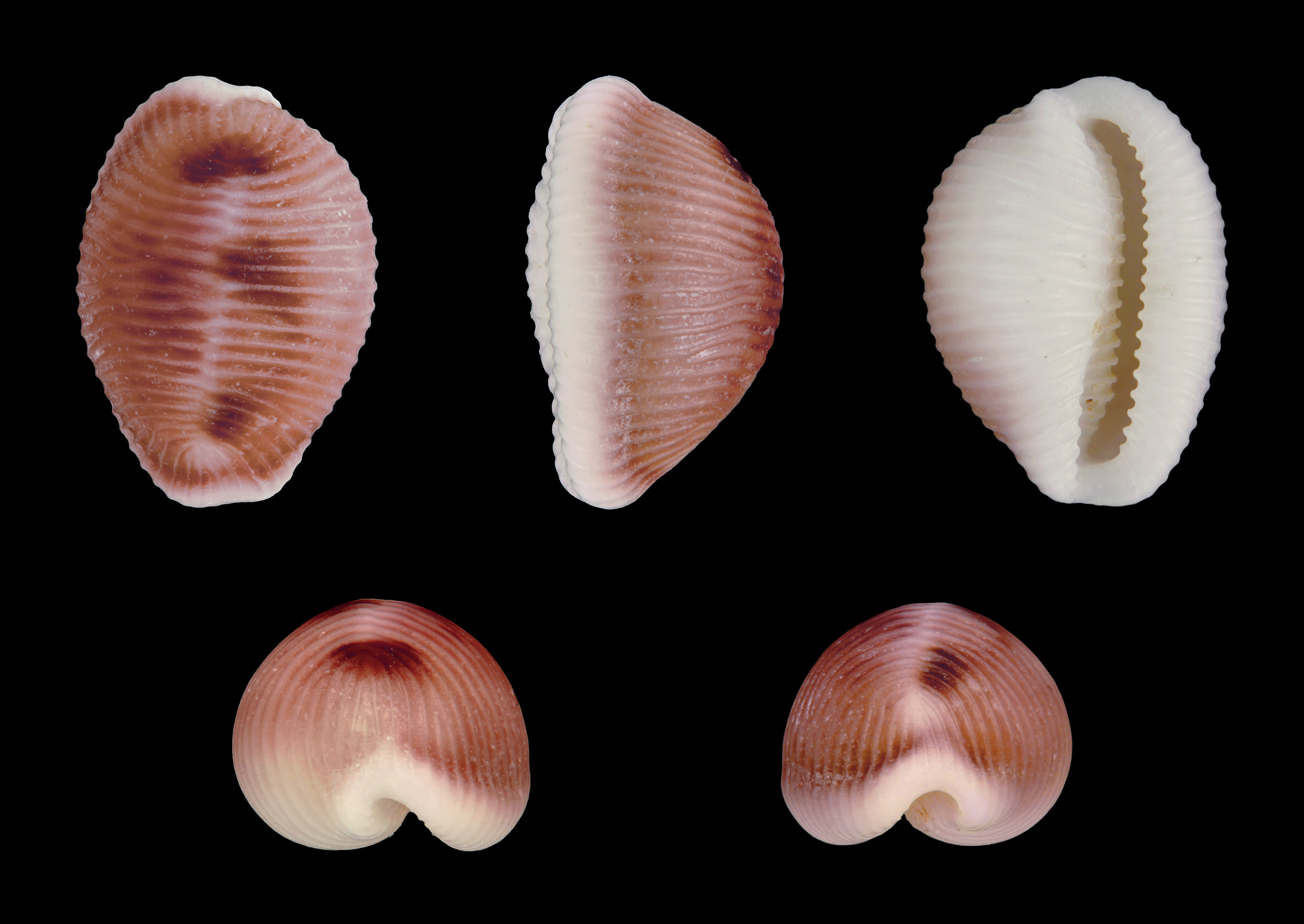
Trivia monacha (Triviidae)